# Munster Go Home
Munster, Go Home! es una película de 1966 basada en la telecomedia de los sesenta Los Munster. La película reunió el elenco del espectáculo, salvo que el personaje de Marilyn fue desempeñado por Debbie Watson en lugar de Pat Priest. La película fue bien recibida cuando se dio a conocer en cines. Pero aun así un fracaso de taquilla. Con todo, gracias a ella, los fanes tuvieron la oportunidad de ver a los Munster en Technicolor por primera vez, ya que la teleserie se emitió en blanco y negro.

## Historia
La película comienza con la lectura de un testamento en la Mansion Munster, 1313 Mockingbird Lane. Los Munster han heredado un patrimonio Inglés llamado Salón Munster; Herman heredó el título de lord Munster. La familia junta viaja en un barco a Inglaterra. Herman se marea, Marilyn se encuentra con Roger Moresby, y el Abuelo se convierte en un lobo. El Abuelo se escabulle de la aduana. Los primos Grace y Freddie se enfurecen porque los Munster se han quedado con la casa y porque Herman Munster será el lord en lugar de Freddie. Grace y Freddie, con la ayuda de Lady Effigie, tratan de deshacerse de los Munster, y así la casa sea suya. Herman y su familia se sienten como en casa cuando sus familiares tratan de asustarlos. Herman y el Abuelo salen de la cama para averiguar el secreto del Salón Munster. Encuentran que se lleva a cabo una operación de falsificación y se trabaja en el sótano. Más tarde, en la película, Herman entra en una carrera, usando el Drag-u-la del Abuelo. Grace y Freddie intentan interferir para que no gane la carrera, mediante la creación de un complot para matarlo. Herman gana la carrera con la ayuda del cerebro de Lily. Lady Effigie, Freddie y Grace se meten en problemas. Herman y su familia donan los terrenos y el Salón Munster a la ciudad. Roger y Marilyn juntos esperan verse de nuevo. Herman y familia parten hacia Estados Unidos a casa después de una emocionante aventura en Inglaterra. 

## Reparto
- Fred Gwynne es Herman
- Yvonne De Carlo es Lily
- Al Lewis es el Abuelo
- Butch Patrick es Eddie
- Debbie Watson es Marilyn
- Hermione Gingold es Lady Effigie Munster
- Robert Pine es Roger Moresby
- Terry-Thomas es el primo Freddie
- Jeanne Arnold es la prima Grace
- John Carradine es Cruikshank

- Datos: Q846483